# アザスピロ酸
アザスピロ酸（アザスピロさん、azaspiracid、略称: AZA）類は、海洋に生息する渦鞭毛藻Azadinium spinosumによって生合成される、海洋多環エーテル構造を持つ毒素である。ヒトに蓄積すると中毒の原因となる。
1990年代にアイルランドのキラリー湾産の汚染された貝類を摂取したことによりオランダで大規模な中毒が起こり、その後にアザスピロ酸が原因物質として初めて同定された。今日までに、20種類を超えるAZA類縁体が植物プランクトンおよび貝類において同定されている。西ヨーロッパや北アフリカ、南米、北米の多くの沿岸地域の貝類にAZA類が含まれていることが報告されている。加えて、日本のカイメンやスカンジナビアのカニからもAZA類が見出されている。驚くことでないが、AZA類の地球規模の分布はAzadinium属渦鞭毛藻の広い分布に対応しているように見える。経験的な証拠は、貝類におけるAZA類の蓄積がAZAを生産するA. spinosumを直接捕食したことによるものであることを示している。

## 作用機序
アザスピロ酸は、hERG電位依存性カリウムチャネルを阻害するフィコトキシン（藻毒）である。

## ヒトでの中毒
その他の多くの海洋フィコトキシンとは異なり、AZA類についてはほとんど明らかになっていない。下痢性貝毒 (DSP) と同様に、ヒトがAZAで汚染された貝類を摂取すると、吐き気や嘔吐、下痢、胃けいれんを含む重篤な急性症状が現われる。

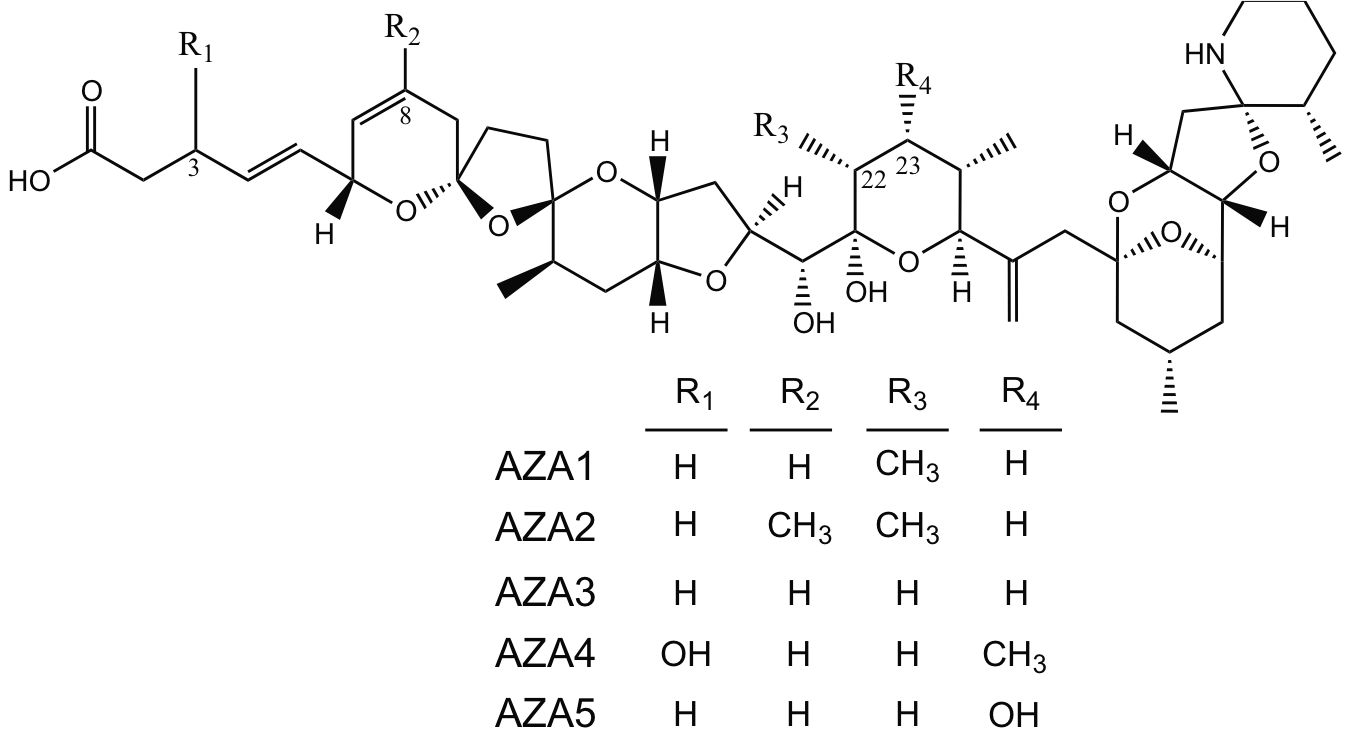
アザスピロ酸類縁体の構造

## 化学
アザスピロ酸-1（AZA1）は、ヨーロッパイガイ（Mytilus edulis）から1998年に単離・構造決定された。環状アミン（アザ）、特徴的なトリスピロ構造（スピロ）、そしてカルボン酸基からAzaspiracidと命名された。2003年に行われた合成研究によって1998年に報告された構造には誤りがあることが明らかとなった。合成された化合物は、天然から単離された化合物とはクロマトグラフィーにおける挙動が異なり、核磁気共鳴 (NMR) スペクトルも異なっていた。更なる精力的なNMRスペクトルの解析によって2004年に構造訂正が成された。